# シサワット・カムサリ
シサワット・カムサリ（ラーオ語: ສີສະຫວາດ ຄຳສາລີ、英語: Sisavath Khamsaly、朝鮮語: 씨싸왓 캄싸리）は、ラオスの外交官、大使。在アメリカ合衆国ラオス大使館二等書記官、在オーストラリアラオス大使館一等書記官、外務省欧米部副部長などを経て、2018年より在朝鮮民主主義人民共和国大使。ホノルルのアジア太平洋安全保障研究センター（APCSS）出身。
2018年12月19日に万寿台議事堂で最高人民会議常任委員会の金永南委員長に信任状を捧呈。